# Lessingianthus fonsecae
Lessingianthus fonsecae là một loài thực vật có hoa trong họ Cúc. Loài này được (H.Rob.) H.Rob. mô tả khoa học đầu tiên năm 1988.